# Silvio Argüello Cardenal
Silvio Reynaldo Argüello Cardenal (León, 2 de diciembre de 1929-Miami, 21 de diciembre de 2024) fue un político y abogado nicaragüense que fue vicepresidente de Nicaragua desde mayo de 1963 hasta mayo de 1967 y líder del Partido Liberal Nacionalista. Durante la presidencia de René Schick Gutiérrez, fue ministro de Economía, Industria y Comercio.
De 1967 a 1972 ocupó un escaño en el Congreso Nacional de Nicaragua y en 1974 formó parte de la Asamblea Nacional Constituyente.
También se desempeñó como miembro de la Asamblea Nacional de Nicaragua. En 1986, Argüello emigró a Florida, Estados Unidos, y trabajó como abogado.